# Guillermo Degiovanangelo
Guillermo Degiovanangelo Hackenbruch (Canelones, 10 de agosto de 1956) es un narrador, poeta, dramaturgo, docente y gestor cultural uruguayo.

## Biografía
Nacido en Canelones, capital del departamento uruguayo homónimo, ha residido y reside en esta ciudad, exceptuando diversos períodos en el exterior, en los que ha estado en Ciudad de México, Barcelona, La Habana o Nueva York.
Trabajó veinticinco años como obrero en la industria gráfica, y luego se desempeñó como docente de Idioma Español, Literatura y Análisis y Producción de Textos en Educación Media Superior.
Publicó ocho libros de poesía, dos novelas, seis libros de cuentos y tres obras dramáticas. "Sabat" fue estrenada en noviembre de 2007 en la Biblioteca Nacional de Montevideo, en los actos de homenaje al escritor uruguayo Carlos Sabat Ercasty, en los cuales Degiovanangelo participó también como conferencista, coordinador y curador del acervo de Sabat Ercasty. Bajo la dirección de Leonel Dárdano, estuvo en escena durante dos temporadas en Canelones y se representó en varias ciudades del interior del país, culminando en el Teatro Circular de Montevideo en setiembre de 2008.
Su canción "Tren de las 17.20" fue interpretada por el Dúo Alquimia (Alfredo Fernández, Leticia Tazzi) junto a Tabaré Arapí que se publicó en el disco "Canarios y compañía" (1998) de este último.
Integró varias antologías de escritores latinoamericanos y algunos de sus textos han sido llevados a escena por elencos de Uruguay, Argentina y Brasil. Ha sido traducido al portugués.
Su obra “Las Tres Parcas: Un encuentro con Shakespeare, Cervantes e Inca Garcilaso de la Vega”, homenaje a estos tres escritores al conmemorarse cuatrocientos años de su fallecimiento. “En busca del rostro perdido” fue la obra ganadora del Premio Nacional de Literatura en categoría dramaturgia inédita 2015.

## Obras

### Poesía
- 1991, Poesía instrumental (Ediciones del Mirador)
- 1991, Poemas de amor contra Albertina y otras lluvias (Ediciones del Mirador)
- 2000, Poemas sinfónicos (Ediciones del Pescador)
- 2002, Rapsodias (Ediciones del Pescador)
- 2007, Trilogía (Ediciones de la Plaza)
- 2018, Biografías poemáticas (Ediciones del Pescador)
- 2021, Aventureros del espíritu (Ediciones del Pescador)
- 2024, Aquella vieja fotografía (Ediciones del Pescador)

### Cuentos
- 1998, Campo de Maíz con vuelo de tordos (Ediciones Trilce)
- 1999, Al salir la luna (Ediciones del Pescador)
- 2003, Los Caminos (Ediciones del Pescador)
- 2011, El afinador de pianos (Ediciones del Pescador)
- 2012, Estampas de un pueblo cualquiera (Libro primero) (Ediciones del Pescador)
- 2013, Libro segundo de las estampas de un pueblo cualquiera (Ediciones del Pescador)

### Novela
- 1994, Descubrimiento de la Melancolía (Ediciones de la Banda Oriental)
- 2010, Años de peregrinaje (Ediciones del Pescador)

### Teatro
- 2007, Sabat
- 2016, En busca del rostro perdido
- 2016, Las Tres Parcas: Un encuentro con Shakespeare, Cervantes e Inca Garcilaso de la Vega

## Premios
- 1990, Primer Premio Narrativa concurso uruguayo-brasileño “Moviarte ‘90”.
- 19990, Primer Premio Poesía concurso uruguayo-brasileño “Moviarte ‘90”.
- 1993, Primer Premio Narrativa concurso Diario La Mañana - Radio Carve.
- 1993, Segundo Premio Canción Inédita a: “Tren de las 17:20” en el Tercer Festival de la Canción de Kiyú organizado por el sello Urusué y Casa Cultural Uruguay-Suecia. Esta canción también mereció: Primer Premio Voz Femenina y Segundo Premio Grupo Revelación (Dúo Contraflecha: Alfredo Fernández y Patricia Ferrari).
- 1998, Premio Ministerio de Educación y Cultura, éditos, al libro “Campo de maíz con vuelo de Tordos”.
- 1998, Premio Ministerio de Educación y Cultura, inéditos, al libro: “Al salir la luna”.
- 2007, Premio Ministerio de Educación y Cultura (Fondos Concursables inéditos) al libro “Trilogía”.
- 2008, Premio Ministerio de Educación y Cultura, inéditos, al libro de cuentos “El afinador de pianos”.
- 2007, Reconocimiento “Canario Destacado” por la Junta Departamental de Canelones.
- 2007, Reconocimiento “Canario Destacado” por la Junta Local de Canelones.
- 2008, Reconocimiento “Canario Destacado” por la Junta Local de Canelones.
- 2015, Reconocimiento "Canario Destacado" por la Alcaldía de Canelones.
- 2013, Primer Premio “Dr. Alberto M. Ríos” a “El afinador de pianos” en categoría al Mejor Libro Editado en el año 2011. Premio instituido por el Ateneo de Montevideo y AEDI (Asociación de Escritores del Interior).
- 2015, Premio Nacional de Literatura (1.er Premio Dramaturgia Inédita) por “En busca del rostro perdido”.